# Sidama Coffee SC
Sidama Coffee Sport Club w skrócie Sidama Coffee SC – etiopski klub piłkarski grający w pierwszej lidze etiopskiej, mający siedzibę w mieście Auasa.

## Stadion
Domowe mecze klub rozgrywa na stadionie o nazwie Awassa Kenema Stadium w Auasie, który może pomieścić 25000 widzów.

## Reprezentanci kraju grający w klubie
Stan na kwiecień 2023.
| - Sisay Bancha - Girma Bekele - Tesfaye Bekele - Benyam Belay - Lealem Birhanu - Yigezu Bogale - Desta Demu - Biadgelegn Elias - Git Gatkuoth - Baye Gezahegn - Hebtamu Gezahegn - Adis Giday - Robel Girma - Solomon Habte - Temesgen Kastro - Mehari Mena - Mulualem Mesfen - Abdulkerim Mohammed - Mohammed Nasser - Andualem Niguisie - Saladin Said - Teklemariam Shanko | - Firew Solomon - Million Solomon - Moges Tadesse - Shimelis Tegegne - Addisu Tesfaye - Anteneh Tesfaye - Abebe Tilahun - Gebremichael Yacob - Fabien Farnolle - Kennedy Ashia - Latif Mohammed - Yakubu Mohammed - Ben Konaté - Felipe Ovono - Olrish Saurel - Francis Kahata - George Midenyo - Mamadou Sidibé - Djehani Nguissan - Yassar Mugerwa - Derrick Nsibambi - Kirizestom Ntambi |